# Сандро Куленович
Сандро Куленович (хорв. Sandro Kulenović, нар. 4 грудня 1999, Загреб) — хорватський футболіст, нападник клубу «Динамо» (Загреб).

## Клубна кар'єра
Народився 4 грудня 1999 року в місті Загреб. Вихованець «Динамо» (Загреб). У сезоні 2015/16 зіграв за молодіжну команду «Динамо» 27 зустрічей, забив 22 м'ячі і зробив 11 гольових передач. У 17 років, 7 липня 2016 перейшов у польську «Легію», підписавши трирічний контракт, звідки в 2017 році був орендований на рік італійським «Ювентусом».
Перед сезоном 2018/19 повернувся в «Легію», почавши тренуватися з основною командою. 10 липня 2018 року дебютував у команді в поєдинку Ліги Європи проти «Корк Сіті». 26 серпня того ж року зіграв перший матч у польському чемпіонаті проти плоцької «Вісли», замінивши на 80-ій хвилині Матеуша Головню.
2 вересня 2019 року Сандро повернувся в рідне «Динамо» (Загреб), підписавши п'ятирічний контракт. Станом на 23 жовтня 2019 року відіграв за «динамівців» 2 матчі в національному чемпіонаті.

## Виступи за збірні
2015 року дебютував у складі юнацької збірної Хорватії (U-17), загалом на юнацькому рівні взяв участь у 45 іграх, відзначившись 14 забитими голами.
З 2019 року став виступати за молодіжну збірну Хорватії, у складі якої був учасником молодіжного чемпіонату Європи 2019 року в Італії та Сан-Марино, де хорвати зайняли останнє місце у групі.

## Статистика виступів

### Статистика клубних виступів
| Сезон             | Команда           | Чемпіонат         | Чемпіонат | Чемпіонат | Національний кубок | Національний кубок | Національний кубок | Континентальні кубки | Континентальні кубки | Континентальні кубки | Інші змагання | Інші змагання | Інші змагання | Усього | Усього | Усього |
| Сезон             | Команда           | Ліга              | Ігор      | Голів     | Ліга               | Ігор               | Голів              | Ліга                 | Ігор                 | Голів                | Ліга          | Ігор          | Голів         | Ігор   | Голів  |        |
| ----------------- | ----------------- | ----------------- | --------- | --------- | ------------------ | ------------------ | ------------------ | -------------------- | -------------------- | -------------------- | ------------- | ------------- | ------------- | ------ | ------ | ------ |
| 2018–19           | «Легія»           | EK                | 21        | 4         | КП                 | 3                  | 0                  | ЛЧ+ЛЄ                | 1+0                  | 0                    | СП            | 0             | 0             | 25     | 4      |        |
| Усього за кар'єру | Усього за кар'єру | Усього за кар'єру | 82        | 1         |                    | 3                  | 0                  |                      | 1                    | 0                    |               | 0             | 0             | 25     | 4      |        |

## Титули і досягнення
- Чемпіон Хорватії (2):

«Динамо»: 2019-20, 2023-24
- Володар Кубка Хорватії (1):

«Динамо» (Загреб): 2023-24